# الرابطة الايرلندية لمدخري البذور
الرابطة الايرلندية لمدخري البذور هي منظمة غير حكومية أسست عام 1999م ولدى الرابطة بنك للبذور يحتوي على ما يقرب من 600 نوع غير تجاري من البذور المتاحة.

## أهدافها ومهامها
تهدف إلى:Heritage Council (Ireland)
- حماية وحفظ واستخدام الموارد الجينية للنباتات الإيرلندية بما في ذلك البذور والحبوب والخضار والفاكهة النادرة الموروثة.
- تعزيز التنوع البيولوجي الزراعي للأمن الغذائي.
- تثقيف الجمهور بشأن التنوع البيولوجي الزراعي والأمن الغذائي من خلال الإعلام وورش العمل.
- البحث عن أنواع البذور والحبوب والخضار والفاكهة الملائمة للمناخ البحري الإيرلندي المعتدل.

من خلال مشروعاتها، وجدت وأنقذت رابطة المدخرين للبذور الإيرلندية 140 نوعا مختلف من شجر التفاح الإيرلندي، و25 نوعا من الحبوب الإيرلندية المحلية، ولدى الرابطة موقع من 20 فدانا بغرض إنشاء تسهيلات، وغابات محلية، ومشتل تفاح. وتعتبر رابطة المدخرين للبذور الإيرلندية أيضا شريكا لشبكة صندوق الإنقاذ الأوربي. كما أن رابطة المدخرين للبذور الإيرلندية عضو بالشبكة الإيرلندية البيئية